# Tutte le ex del mio ragazzo
Tutte le ex del mio ragazzo (Little Black Book) è un film del 2004 diretto da Nick Hurran e con protagonista Brittany Murphy.

## Trama
Stacy, la produttrice associata di un talk show televisivo, è convinta che il suo fidanzato Derek sia l'uomo giusto per lei, benché sembri avere paura di impegnarsi e si rifiuti di parlare delle sue relazioni passate. Ascoltando il consiglio della sua collega Barb, Stacy controlla l'agenda del ragazzo ed annota il nome ed il numero di telefono di tre delle sue ex fidanzate.

## Accoglienza
Il film ha ricevuto recensioni negative. Su Rotten Tomatoes, Tutte le ex del mio ragazzo detiene un indice di approvazione del 22% basato sulle recensioni di 111 critici, con una valutazione media di 4,4/10.